# Phostria tagiadalis
Phostria tagiadalis là một loài bướm đêm trong họ Crambidae.